# BBC iPlayer
O BBC iPlayer (ou iPlayer) é um serviço de streaming, captura, televisão e rádio da Internet da BBC. O serviço está disponível em uma ampla variedade de dispositivos, incluindo telefones celulares e tablets, computadores pessoais e televisões inteligentes.
Os serviços iPlayer entregues aos espectadores no Reino Unido não apresentam publicidade comercial. Os termos BBC iPlayer, iPlayer e BBC Media Player referem-se a vários métodos para visualizar ou ouvir o mesmo conteúdo.

## História

Logo BBC iPlayer usado de 2007 a 2021

Ícone do BBC iPlayer usado desde 2021 para fins promocionais e 2022 em aplicativos.

O BBC Redux foi desenvolvido como uma prova de conceito para um sistema de streaming baseado em vídeo em plataforma e multiplataforma.
O iPlayer da BBC deixou a versão beta e foi ao ar em 25 de dezembro de 2007. Em 25 de junho de 2008, um novo visual iPlayer foi lançado, originalmente como uma versão de teste beta, ao lado da versão anterior.
O slogan do site era "Fique em dia nos últimos 7 dias da BBC TV & Radio", refletindo que os programas não estavam disponíveis no iPlayer após esse período (com algumas exceções). A BBC declara em seu site que isso se deve a razões de direitos autorais. O slogan de marketing foi posteriormente alterado para "Tornando o imperdível, o imperdível". Em maio de 2010, o site foi atualizado novamente, para incluir um recurso de recomendações e uma "reforma social".
Em abril de 2014, o BBC iPlayer foi novamente relançado com um novo visual e uma interface de usuário diferente. De outubro de 2014, a BBC estendeu a disponibilidade do programa para iPlayer de 7 para 30 dias. No entanto, devido a razões legais, a maioria dos boletins de notícias está disponível apenas por 24 horas após a transmissão inicial (com exceção do World Business Report, Business Live, Victoria Derbyshire, Daily Politics, Politics Europe, Sunday Politics e Newsnight).

## Desenvolvimento
O serviço original do iPlayer foi lançado em outubro de 2005, sendo submetido a um teste de cinco meses por cinco mil usuários de banda larga até 28 de fevereiro de 2006. O iPlayer foi fortemente criticado pelo atraso no lançamento, renomeação e custo para os pagadores da BBC, porque não havia terminado o produto foi lançado após quatro anos de desenvolvimento. Um novo serviço aprimorado do iPlayer teve outro teste muito limitado do usuário, iniciado em 15 de novembro de 2006. Em vários momentos do seu desenvolvimento, o iPlayer era conhecido como Integrated Media Player (iMP), Interactive Media Player, e MyBBCPlayer.
O iPlayer recebeu a aprovação do BBC Trust em 30 de abril de 2007, e uma versão beta aberta para Windows XP e Windows Server 2003 foi lançada à meia-noite de 27 de julho de 2007, onde foi anunciado que apenas um número fixo de pessoas seria capaz de assinar para o serviço, com um aumento controlado de usuários durante o verão. A BBC havia sido criticada por dizer que o iPlayer seria "lançado" em 27 de julho de 2007, quando o que estava em oferta era simplesmente uma extensão do beta para um beta aberto, admitindo mais usuários de maneira controlada. Isso foi feito para permitir que os ISPs britânicos e a BBC medissem o efeito do tráfego do iPlayer na Internet no Reino Unido.

## Requisitos de licença de televisão
Antes de setembro de 2016, uma licença de televisão não era necessária para transmitir programas de rádio ou televisão da BBC do iPlayer que já haviam sido transmitidos, embora ainda fosse necessária uma licença para assistir ao conteúdo ao vivo. Desde 1 de setembro de 2016, é necessária uma licença de televisão para visualizar qualquer conteúdo do iPlayer, independentemente de ser ao vivo ou on-demand. Apesar do requisito, a aplicação dessa medida usa apenas um sistema de confiança, no qual os usuários devem reconhecer uma janela pop-up alertando sobre os novos requisitos. Nem a BBC nem a TV Licensing anunciaram planos específicos para implementar medidas de detecção.
Em setembro de 2016, a BBC também anunciou que os usuários seriam obrigados a entrar com uma conta de identificação da BBC para acessar o conteúdo não infantil no serviço. Em maio de 2017, o iPlayer começou a incentivar os usuários a fazer login com um ID da BBC em preparação para essa mudança. Os meios de comunicação sugeriram que o requisito da conta se destinava a ajudar a BBC a coletar informações pessoais que poderiam ser usadas para rastrear aqueles que estão fugindo do licenciamento de TV enquanto usam o iPlayer; Andrew Scott, diretor de lançamento da iniciativa myBBC, afirmou que a BBC pode usar os endereços de e-mail da conta, juntamente com os métodos existentes, para ajudar a identificar os usuários do iPlayer que não possuem uma licença de televisão. No entanto, ele disse repetidamente que o sistema de contas se destinava principalmente a fornecer recursos de personalização nas propriedades da BBC, como recomendações de conteúdo no iPlayer, e a capacidade de continuar assistindo a um programa em um dispositivo, de onde foi deixado em outro.